# 博爾島
博爾島（英語：Bowl Island）是南極洲的島嶼，位於恩德比地的阿蒙森灣，處於克羅恩島以南，在1956年被澳大利亞探險隊發現。

## 名稱
直譯名稱為「碗島」，是因島嶼的形狀而來。
67°9′S 50°50′E / 67.150°S 50.833°E